# Nir Lavi
Nir Lavi (n. 5 octombrie 1981, Yehud⁠(d), Districtul Central, Israel) este un fotomodel israelian.